# Syctom
Ne pas confondre avec sitcom, les séries télévisées et SICTOM, un type de syndicat intercommunal en France
Le Syctom (Syndicat mixte central de traitement des ordures ménagères) est un syndicat mixte français d'Île-de-France spécialisé dans le traitement et la valorisation des déchets ménagers et assimilés.
C'est l'une des grandes structures intercommunales qui assurent le fonctionnement technique de la zone dense de l'Île-de-France, avec le SEDIF (eau potable), le SIGEIF (énergies), le SIPPEREC (électricité et réseaux de communication), le SIAAP (assainissement), le SIFUREP (funéraire) et l'EPTB Seine Grands Lacs (gestion des crues de la Seine).
Il a pris en 2011 la dénomination complémentaire d’Agence métropolitaine des déchets ménagers.

## Historique
Le syndicat mixte a été créé par un arrêté inter-préfectoral du 16 mai 1984 sous le nom de Syndicat intercommunal de traitement des ordures ménagères de l'agglomération parisienne.
Il regroupait alors :
- la ville-département de Paris ;
- le Syelom (Syndicat intercommunal d’élimination des ordures ménagères du département des  Hauts-de-Seine)[Note 1], qui adhère au nom et pour le compte des communes des Hauts-de-Seine ;
- le Sitom93 (Syndicat intercommunal de traitement des ordures ménagères de la Seine-Saint-Denis)[Note 2], qui adhère au nom et pour le compte des communes de la Seine-Saint-Denis ;
- seize communes situées sur les départements du Val-de-Marne et des Yvelines, qui adhèrent à titre individuel pour leur propre compte ou, le cas échéant, par le biais d’établissements publics de coopération intercommunale (EPCI) à fiscalité propre[2].

Antérieurement, les collectivités concernées assuraient les installations de traitement et de valorisation des déchets de la Ville de Paris, qui les mettait à disposition des autres communes clientes situées en proche banlieue, dans le cadre de conventions. La gestion de ces installations était concédée à un délégataire de service public.
La loi portant nouvelle organisation territoriale de la République (Loi NOTRe) du 7 août 2015 a créé au 1er janvier 2016 la Métropole du Grand Paris et douze établissements publics territoriaux (EPT), qui assurent des compétences déléguées par les communes membres ou la métropole. Cette loi prévoit entre autres que les EPT, d'une part, assurent la gestion des déchets ménagers et assimilés, et, d'autre part, sont substitués aux syndicats ayant cet objet constitués dans le périmètre de la Métropole avant cette date.
En conséquence, une modification statutaire approuvée par un arrêté inter-préfectoral du 9 septembre 2016, afin de permettre l'adhésion des EPT du Val-de-Marne ou des EPCI à fiscalité propre préexistants au SYCTOM, par substitution des communes concernées. Du fait des transferts de compétence opérées par la loi NOTRe au bénéfice des EPT, et conformément aux observations de la chambre régionale des comptes du 29 mars 2016 préconisant la dissolution du SITOM93 et du SIELOM, les autres EPT comme la société PAPREC concernés adhèrent au SYCTOM par une nouvelle modification statutaire approuvée le 9 septembre 2016 et étend le champ d'organisation pour 100 % du territoire couvert en IDF (22 % de participation rappport 2021).
En janvier 2020, les employés des trois principales installations du SYCTOM se mettent en grève dans le cadre d'un mouvement social contre une réforme des retraites, conjointement avec les éboueurs. Thierry Delépine, délégué syndical CGT de l’incinérateur de Saint-Ouen-sur-Seine, affirme qu'il s'agit d'une « première dans l’Histoire. Jamais les trois incinérateurs de Paris ne se sont mobilisés en même temps ». Entre le 5 et le 7 février, le préfet de police Didier Lallement réquisitionne les employés en grève, relançant l'activité sur le site d'Issy-les-Moulineaux puis à Ivry-sur-Seine.

## Le processus industriel
Le Syctom est le service public local qui assure le traitement et la valorisation des déchets ménagers (ordures ménagères brutes, objets encombrants, emballages triés) des habitants des communes adhérentes. Ces déchets lui sont apportés par les structures intercommunales ou la ville de Paris, où les entreprises qui en assurent la collecte pour leur compte.
Il indique en 2017 être le premier opérateur public européen de traitement et de valorisation des déchets ménagers, et traite et valorise chaque année près de 2,3 millions de tonnes de déchets ménagers produites par 5,7 millions d’habitants de 84 communes, dont Paris, sur cinq départements franciliens, soit 10 % du traitement des déchets ménagers en France.

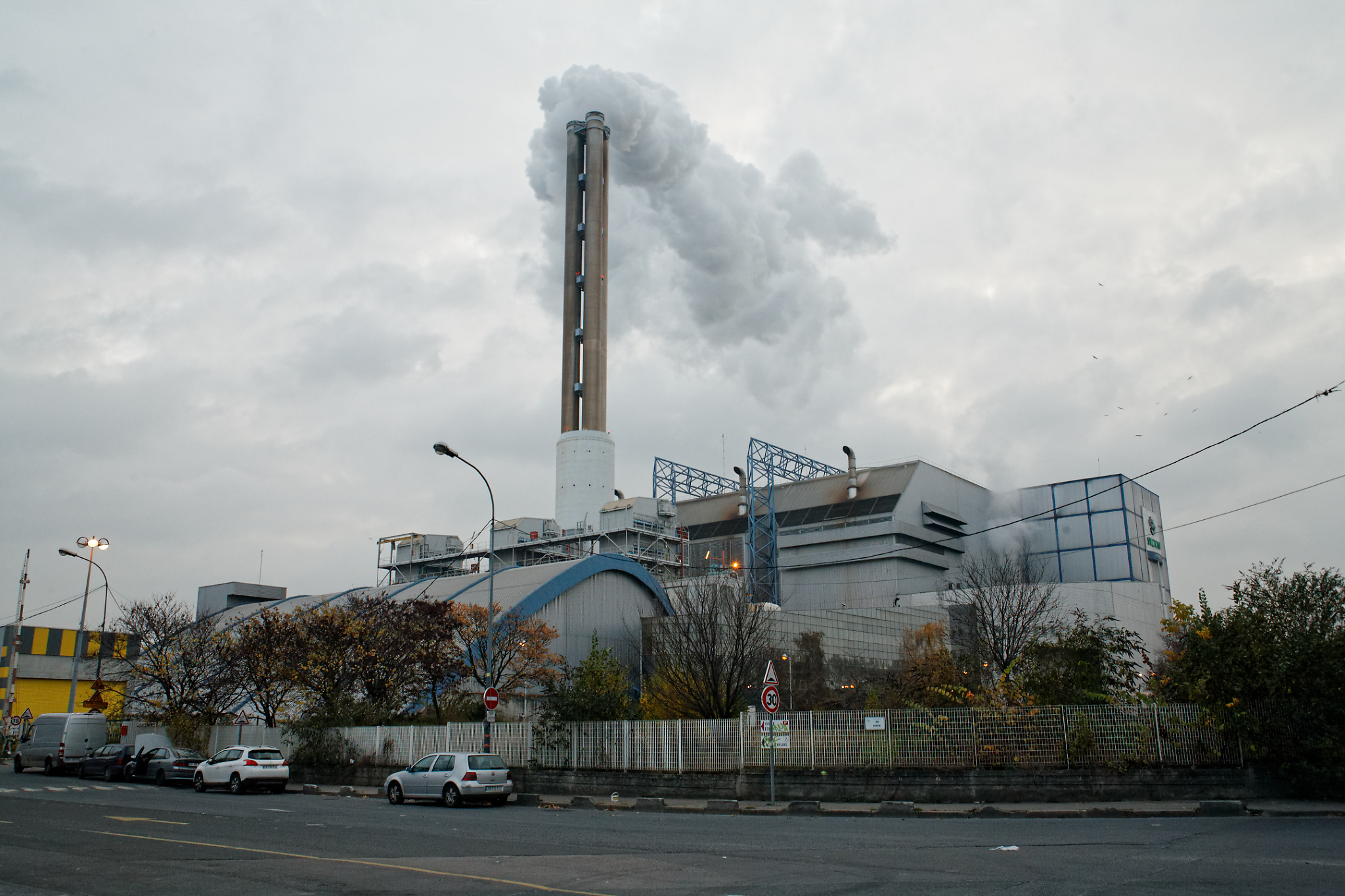
Centre d'incinération de Saint-Ouen-sur-Seine.

Pour traiter ces déchets, le Syctom dispose en 2017 de dix unités de traitement, dont 3 unités d’incinération avec valorisation énergétique, 6 centres de tri de collecte sélective, 1 centre de transfert des ordures ménagères résiduelles et 5 déchèteries :
- Isséane (Issy-les-Moulineaux) (centre de tri et d'incinération)[9];
- Ivry/Paris XIII (centre de tri et d'incinération, déchetterie)[10];
- Romainville (centre de tri et de transfert, déchetterie)[11];
- Étoile verte, usine du Syctom à Saint-Ouen-sur-Seine[12] (centre d'incinération)[13];
- Nanterre (centre de tri et déchetterie)[14];
- Paris XV (centre de tri)[15];
- Paris XVII (Centre de tri) mise en service en 2019[16] mais détruit par un incendie en 2025[17] ;
- Sevran (centre de tri)[18];
- Gennevilliers (déchetterie)[19];
- Meudon (déchetterie).

Il dispose également de déchetteries mobiles.
À la suite de la dissolution du Syndicat intercommunal de traitement des ordures ménagères de la région parisienne (SYELOM) le 31 décembre 2016, le Syctom gère également 31 déchetteries sur son territoire, partageant la compétence « déchets » avec les établissements publics territoriaux,.
Pour compléter ses capacités de traitement, le Syctom recourt aussi au service de centres de traitement extérieurs à son territoire, en particulier des installations de stockage de déchets non dangereux ou ISDND (selon la dernière modification de l'arrêté ministériel du 9 septembre 1997 modifié le 19 janvier 2006), et des usines d'incinération.

### Collecte sélective

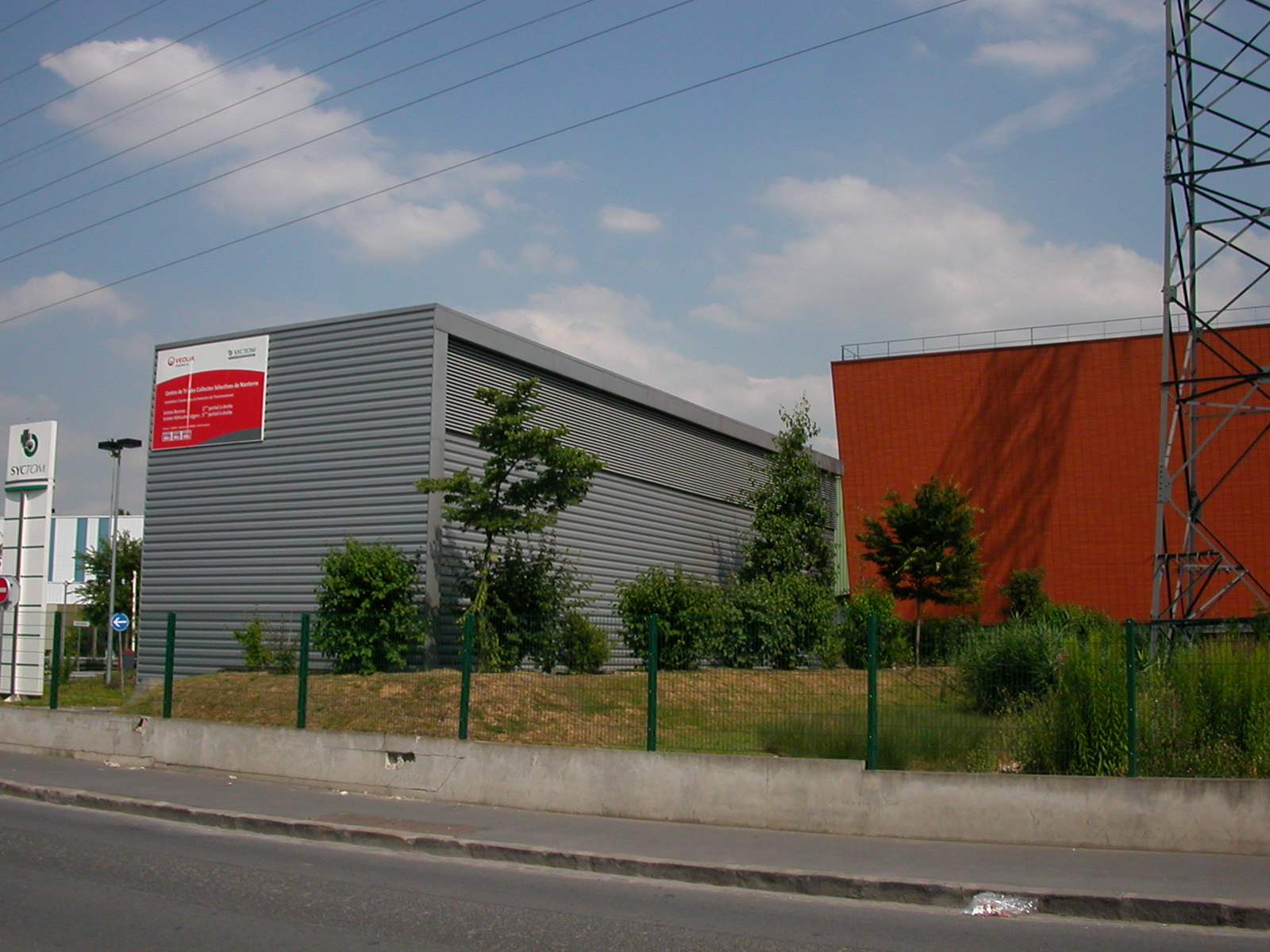
Centre de tri des déchets de Nanterre.

Le premier centre de tri des déchets du Syctom a été ouvert à Romainville en 1993.
En 2010, la quantité de déchets triés par le Syctom a atteint près de 170 000 tonnes, soit près de 30 kg par personne et par an, en progression de 85 % depuis 2001. Dans le même temps, ses capacités de tri ont augmenté de 60 000 tonnes, avec trois centres de tri supplémentaires, à Issy-les-Moulineaux (Isséane), Nanterre et Sevran.
En 2011, un nouveau centre a été ouvert dans le 15e arrondissement de Paris, à proximité de l'héliport de Paris.

## Territoire syndical

### Composition
Le syndicat assure le traitement et la valorisation des déchets ménagers de 81 communes par l'intermédiaire de dix des onze Établissements public territoriaux (EPT) créés dans le cadre de la mise en place de la métropole du Grand Paris, et qui sont compétents en matière de gestion des déchets ménagers et assimilés :
- Établissement public territorial Vallée Sud Grand Paris (T2)
- Établissement public territorial Grand Paris Seine Ouest (T3)
- Établissement public territorial Paris Ouest La Défense (T4)
- Établissement public territorial Boucle Nord de Seine (T5)
- Établissement public territorial Plaine Commune (T6)
- Établissement public territorial Paris Terres d'Envol (T7)
- Établissement public territorial Est Ensemble (T8)
- Établissement public territorial Grand Paris - Grand Est (T9)
- Établissement public territorial Paris-Est-Marne et Bois (T10)
- Établissement public territorial Grand-Orly Seine Bièvre (T12)

ainsi que la Ville de Paris.
Les communes de Versailles, Le Chesnay et Vélizy-Villacoublay, par l'intermédiaire de la communauté d'agglomération Versailles Grand Parc quittent le SYCTOM en 2022 pour rejoindre le SIDOMPE,.
Ces communes se répartissent sur Paris et les départements des Hauts-de-Seine, de la Seine-Saint-Denis et du Val-de-Marne.
Certaines communes des EPT de par leur éloignement ou l'historique des anciennes communautés de communes ou d'agglomération ne sont pas rattachés au Syctom.
C’est par exemple le cas du territoire T12 rattaché au SIREDOM pour le traitement des déchets.

## Organisation

### Élus
Le syndicat mixte est administré par un comité syndical de 90 membres représentant chacune des collectivités membres élus pour six ans à l’issue des élections municipales, répartis, pour la mandature 2017-2020, à raison d’un délégué par tranche entamée de 100 000 habitants. Leur nombre est ainsi calculé en fonction de la population globale de chaque territoire, que ce dernier adhère pour tout ou partie de ses communes membres. S'y rajoutent les maires des communes sur lesquelles sont implantés les grands centres de traitement du SYCTOM.
Le comité syndical a été renouvelé le 4 mars 2016, à la suite de la création de la Métropole du Grand Paris et de ses 12 territoires le 1er janvier 2016, puis le 26 janvier 2017 à la suite de l'adoption des nouveaux statuts.
Le comité syndical :
- définit la politique du syndicat mixte, vote son budget, décide des investissements et des modalités de gestion du service public ;
- se prononce sur les demandes d’adhésion et de retrait des collectivités ;
- élit en son sein les membres du Bureau et les membres de la Commission d’appel d’offres[31].

À la suite de la réélection d'Hervé Marseille comme sénateur des Hauts de Seine lors des élections de 2017, celui-ci, frappé par la législation limitant le cumul des mandats en France a démissionné du mandat de président du SYCTOM qu'il occupait depuis 2014. Le comité syndical du 20 octobre 2017 a élu son nouveau président, Jacques Gautier, maire de Garches et vice-président de l'EPT Paris-Ouest La Défense. L'élection en 2020 d'Eric Cesari est annulé et il est remplacé en 2022 par Corentin Duprey

### Présidents
| Période                                              | Période        | Identité         | Étiquette | Qualité |
| ---------------------------------------------------- | -------------- | ---------------- | --------- | --- |
| Les données manquantes sont à compléter.             |                |                  |           | |
| ?                                                    | mai 2001       | Jacques Dominati | UDF       | Premier adjoint au maire de Paris (1995 → 2001) Sénateur de Paris (1995 → 2001) Maire du 3e arrondissement de Paris (1983 → 1995) |
| mai 2001                                             | juin 2014      | François Dagnaud | PS        | Cadre de l’économie sociale et solidaire adjoint au maire de Paris (2001 → 2013) adjoint au maire (2008 → 2013) puis maire (2013 → ) du 19e arrondissement de Paris                                                                         |
| juin 2014,                                           | octobre 2017   | Hervé Marseille  | UDI-FED   | Conseiller d'État Maire de Meudon (1999 → 2017) Vice-président de la CA puis de l'EPT GPSO (2010 → 2017) Conseiller métropolitain (2016 → ) Sénateur des Hauts-de-Seine (2011 →) Démissionnaire à la suite de sa réélection comme sénateur. |
| octobre 2017                                         | Septembre 2020 | Jacques Gautier  | LR        | Conseiller d'entreprise Sénateur des Hauts de Seine (2011 → 2016) Maire de Garches (1989 →2019) Vice-président de l'EPT Paris Ouest La Défense (2016 → ) Conseiller métropolitain (2016 → 2020)                                             |
| Septembre 2020 Annulation de l'élection de Mr Cesari | Juin 2022      | Éric Cesari      | LR        | Adjoint au maire de Courbevoie Vice-Président de la Métropole du Grand Paris |
| 27 juillet 2022                                      | En cours       | Corentin Duprey  | PS        | Vice-Président de Plaine commune Vice-Président du Conseil départemental de la Seine-Saint-Denis |

### Compétences
Le syndicat exerce les compétences qui lui sont transférées par les EPT et EPCI membres, ainsi que la Ville de Paris, dans les conditions définies par le code général des collectivités territoriales.
Il s'agit du traitement et de la valorisation des déchets ménagers apportés par ses membres ou d'autres collectivités dans le cadre de conventions.
Le traitement est défini par les statuts du syndicat comme « le traitement, la mise en décharge des déchets ultimes ainsi que les opérations de transport, de tri ou de stockage qui s'y rapportent. »
De même, la valorisation est « toute opération dont le résultat principal est que des déchets servent à des fins utiles en substitution à d'autres substances [...] qui auraient été utilisés à une fin particulière ou que des déchets soient préparés pour être utilisés à cette fin, y compris par le producteur de déchets. » Cette compétence comprend notamment la production d'énergie.
Ses compétences comprennent l'étude, la réalisation et l’exploitation de tout ouvrage présentant un intérêt pour le traitement ou la valorisation des déchets, ainsi que le développement des connaissances et du savoir-faire correspondant.

### Régime fiscal et budget
Le syndicat mixte est un établissement public de coopération intercommunale sans fiscalité propre, financé par les participations des collectivités qui le constituent.
Les communes et intercommunalités membres, qui perçoivent notamment la taxe d'enlèvement des ordures ménagères (TEOM) ou la redevance d'enlèvement des ordures ménagères (REOM) paient au Syctom ce traitement via :
- une « part-population » de 15 % de la contribution totale des collectivités, proportionnelle à leur population (majorée de 20 % pour la ville de Paris) ;
- un coût à la tonne de déchets traitée, pour les 85 % complémentaires[42].

## Projets récents
Le Syctom a ouvert un centre de tri dans le 17e arrondissement de Paris. Ce centre a été mis en service mi-2019, permettant le traitement de la collecte sélective de 14 communes, soit 900 000 habitants. Ce centre a coûté 67 millions d'euros et a une capacité d’exploitation de 45 000 tonnes par an.
Le site d'Ivry/Paris XIII est en cours de rénovation depuis 2018. Le projet vise à reconstruire l'incinérateur vieillissant en le dotant d'équipement technologique de pointe, plus respectueux des normes environnementales. La capacité d'incinération sera réduite de moitié, passant de 700 000 t/an à 350 000 t/an. Le centre devrait rouvrir ses portes en 2023.
Les sites de Saint-Ouen et de Romainville sont également en cours de modernisation.